# Ruth Weiss (Journalistin, 1924)

Ruth Weiss in der ev. Lindenkirche, Berlin-Wilmersdorf (23. Oktober 2006)

Ruth Weiss (* 26. Juli 1924 in Fürth) ist eine deutsche Wirtschaftsjournalistin und Schriftstellerin. Seit Juni 2020 ist sie Ehrenpräsidentin des PEN-Zentrums deutschsprachiger Autoren im Ausland.

## Biografie

### Kindheit

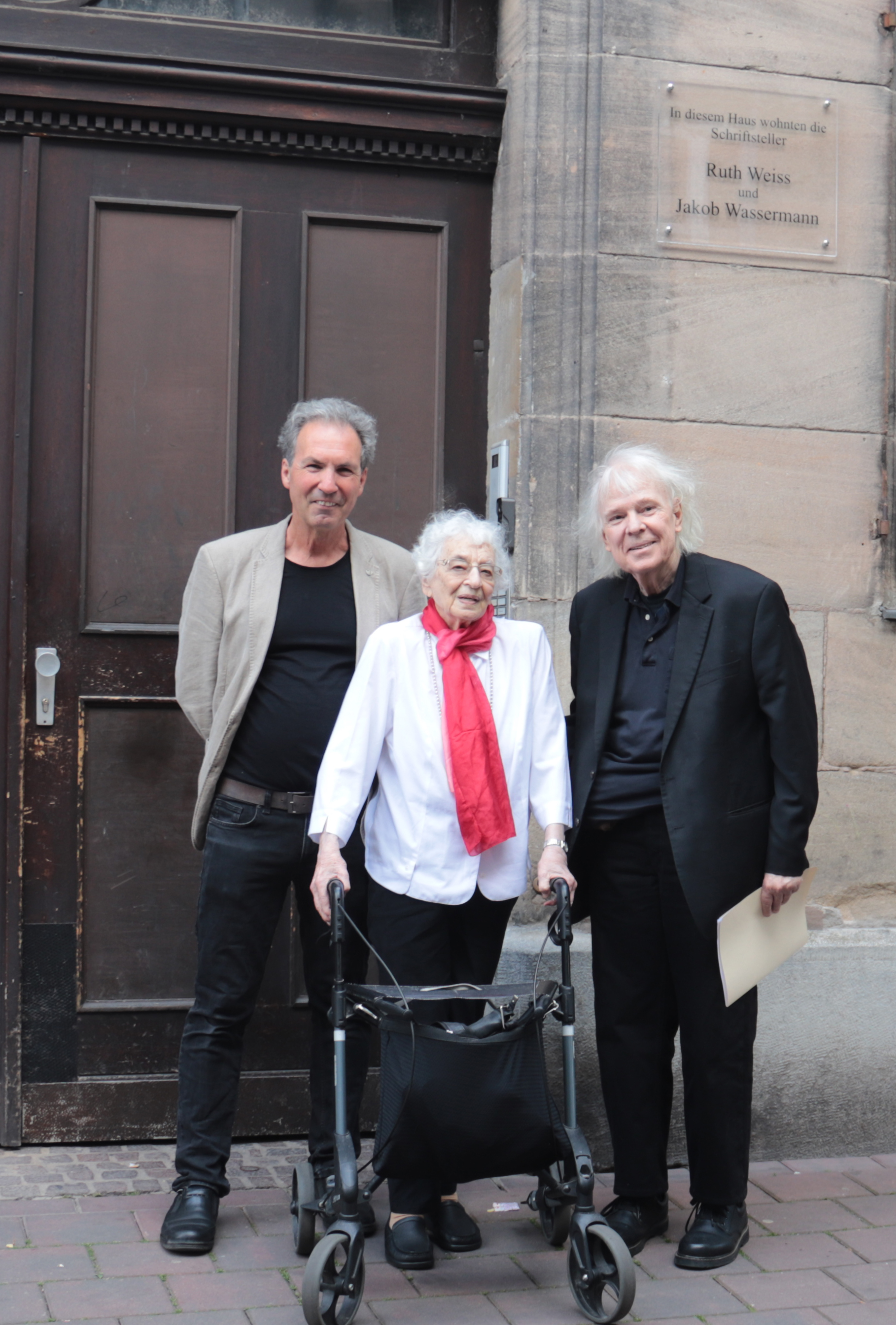
Ruth Weiss zwischen Alexander Mayer und Andrei S. Markovits vor ihrem Geburtshaus in Fürth (Gedenktafel rechts oben), Juli 2022

Ruth Weiss wurde 1924 als Ruth Löwenthal in der Theaterstraße 17 in Fürth geboren. 1927 ging die Familie bis 1931 nach Hamburg, anschließend nach Rückersdorf bei Nürnberg und zwei Jahre später zurück nach Fürth, wo sie wieder in ihrem Geburtshaus bei den Großeltern wohnte, in dem einige Jahrzehnte zuvor auch Jakob Wassermann lebte (Gedenktafel) und das in unmittelbarer Nachbarschaft zum Geburtshaus von Henry Kissinger liegt, der mit ihrer Schwester Margot in dieselbe Schulklasse ging. Besonders prägend in jener Zeit war für sie ihr Großvater Max Meyer Cohen, ein Cohanim. In der traditionsreichen jüdischen Gemeinde von Fürth besuchte sie regelmäßig die strengläubigste Synagoge, die Klaussynagoge, und genoss die religiösen Rituale zu Festtagen wie den Aufbau der Laubhütte durch ihren Großvater im Hof der Theaterstraße 17. Ihren festen Glauben verlor sie später, bezeichnet ihn jedoch bis heute als identitätsstiftend. In der Buchbinderei des Großvaters lernte sie früh lesen. Unmittelbar nach der „Machtergreifung“ durch Adolf Hitler wurde sie als damals Sechsjährige mit einer schlagartig veränderten Lebenssituation konfrontiert: Mitschüler und Lehrer ignorierten sie von einem Tag auf den anderen, auch tätliche Angriffe mussten sie und ihre Schwester Margot erdulden.
1936 folgte die Mutter mit den beiden Töchtern dem bereits emigrierten Vater via Hamburg mit dem vorletzten Flüchtlingsschiff, die Tanganjika, ein Frachtschiff der Woermann-Linie, nach Südafrika. Juden waren in Südafrika nicht willkommen, die Stuttgart, das dann letzte Flüchtlingsschiff mit 500 Juden an Bord, wurde im Hafen von der Ossewabrandwag mit „Juden raus!“-Rufen empfangen. In Mayfair bei Johannesburg (nahe Parktown) betrieb die – inzwischen geringfügig umbenannte – Familie Loewenthal ein Lebensmittelgeschäft.

### Leben nach der Auswanderung
Unmittelbar nach der Ankunft wurde sie mit der Diskriminierung der farbigen Bevölkerung konfrontiert, selbst das Berühren eines farbigen Kleinkindes führte zu Beschwerden seitens der weißen Nachbarschaft; bald wurde sie als „Kafferboetie“ gebrandmarkt (Afrikaans, in etwa: kleiner Bruder oder Freund eines „Kaffer“; heute ist die Bezeichnung als Hate Speech in Südafrika verboten).
Die Eltern konnten aus finanziellen Gründen nur einer Tochter den Besuch der High School ermöglichen. Aufgrund der schulischen Leistungen entschieden sie sich für Ruth. Schwester Margot verließ dagegen als 15-Jährige die Schule, arbeitete als Dekorateurin und heiratete früh. Die Nachfahren leben heute in Australien.
Während ihrer Zeit an der Parktown Girls High School trat sie in die Jugendgruppe der von deutschen Emigranten gegründeten Unabhängigen Kulturvereinigung (UKV) ein, wo sie zunehmend politisiert wurde und ihren späteren Ehemann Hans Leopold Weiss kennenlernte, der zuvor in Deutschland u. a. Redakteur beim Berliner Tageblatt war. Zusammen mit zwei Freunden gab sie die Jugendzeitschrift Molecule heraus.
Aufgrund ihres guten Schulabschlusses erhielt sie 1941 ein Stipendium, das jedoch nur für die Universitätsgebühren reichte. Eine zusätzliche Anleihe wurde ihr verweigert, weil sie trotz Ausbürgerung nach internationalen Recht immer noch Deutsche sei. Sie arbeitete daraufhin zwei Jahre als Angestellte in einem Rechtsanwaltsbüro, um nebenher Jura studieren, wofür sie zunächst erfolgreich eine Lateinprüfung ablegte. Sie stand aber schon unter erheblichen Einfluss von Hans Weiss, der sie vom fünfjährigen Abendstudium abbrachte (die Beziehung zu Hans Weiss bezeichnete sie später als „eisernes Gefängnis“). Deswegen und aus politischen Gründen kündigte sie beim Rechtsanwaltsbüro: Mit zunehmender Einarbeitung erkannte sie, das es an Kreditgeschäften und der Ausbeutung vor allem farbiger Immobilienkäufer beteiligt war. Hans Weiss überredete sie, ab 1944 für vier Jahre in seiner Buchhandlung zu arbeiten, die Weiss 1948 aufgab und deren Abwicklung er Ruth Loewenthal überließ.
Nach weiteren vier Jahren in einem Versicherungsbüro zog sie nach London, arbeitete in dem Verlag Elek Books und ging nach zwei Jahren zurück nach Südafrika, nun neben ihrer erneuten Tätigkeit als Assistentin in der Versicherung zusammen mit Hans Weiss als Korrespondentin für deutsche Medien, wobei Hans Weiss als Autor genannt wurde. Ihre Berichte über die Verhältnisse in Südafrika fanden zunehmend internationale Verbreitung. Die Ehe mit Hans Weiss (geschlossen 1953) zerbrach 1962.
Zuvor, 1960, stieg sie unter eigenem Namen in den journalistischen Beruf ein und war zwei Jahre lang Business Editor (Wirtschaftsredakteurin) beim Newscheck in Johannesburg. Im Rahmen ihrer journalistischen Tätigkeit fuhr sie am 20. März 1960 mit ihrem Mann und anderen Journalisten nach Orlando und wird Zeugin der Unruhen, die im Massaker von Sharpeville gipfelten. Am 9. April 1960 wurde sie im Rahmen ihrer journalistischen Tätigkeit Zeugin des Attentates auf den südafrikanischen Premierminister Hendrik Frensch Verwoerd. 1965 ging sie zur Financial Mail, 1966 bis 1968 war sie Bürochefin der Financial Mail in Salisbury im damaligen Rhodesien. Von dort aus ging sie wiederum nach London und arbeitete für den The Guardian und den Investors Chronicle. 1971 wurde sie Business Editor bei der Times of Zambia und dortige Korrespondentin der Financial Times. Früh setzte sich Ruth Weiss gegen den Rassismus bzw. die Apartheid in Südafrika ein. Die südafrikanische Regierung erteilte ihr 1966 ein Einreiseverbot und setzte sie auf eine „Schwarzen Liste“. Damit hatte sie direkte persönliche Verfolgung zu befürchten. Sie wurde offiziell zur persona non grata erklärt und konnte nicht mehr nach Südafrika einreisen. Erst 1991 wurde sie wieder von der „Schwarzen Liste“ gestrichen. Sie hatte engen Kontakt zu vielen Führern der afrikanischen Freiheitsbewegungen und lernte Nelson Mandela kurz vor seiner Verhaftung kennen. Sie galt lange als eine der wichtigsten afrikanischen Stimmen gegen Rassismus, Frauenfeindlichkeit und Antisemitismus. 1968 musste sie auch Rhodesien verlassen, da sie allzu offen berichtete, wie es der Regierung gelang, die UN-Sanktionen zu umgehen.
1968 bis 1975 lebten Ruth Weiss und ihr Sohn Alexander („Sascha“, * 1966) in London, dann 1975 bis 1978 in Köln und arbeitete dort als Chef vom Dienst der Afrika-Redaktion der Deutschen Welle. In Rahmen ihrer Tätigkeit freundete sie sich im August 1978 mit Kenneth Kaunda an, Präsident von Sambia. Seit Mitte der 1970er wurde sie in Deutschland zunehmend bekannt, nach einer ersten deutschsprachigen Veröffentlichung hielt sie am 16. Juni 1979 zum 18. Deutschen Evangelischen Kirchentag in Nürnberg vor mehreren tausend Zuhörern einen vielbeachteten Vortrag über die Apartheid in Südafrika. Es folgten vier Jahre als Freelancer, abermals in London. Einer der dortigen Schwerpunkte war die Berichterstattung über die Lancaster-House-Gespräche und die Gründung der Journalistengruppe Link-up. 1980 begleitete sie die Unabhängigkeit Simbabwes und organisierte das erste Medienseminar für das dortige Informationsministerium. Einer ihrer Schwerpunkte war damals Angola. Im Vorfeld des dritten Lomé-Abkommens begleitete sie als einzige Journalistin eine Delegation des Europäischen Parlaments auf einer Rundreise durch das südliche Afrika, um dabei die Rolle der Republik Südafrika bei der Destabilisierung der Region und vor allem Angolas zu untersuchen. 1982 zog Ruth Weiss mit ihrem Sohn nach Harare, um für den Zimbabwe Mass Media Trust und als Ausbilderin für Wirtschaftsjournalisten am Polytechnikum Harare tätig zu sein.
In den nächsten Jahren folgten freie Aufträge als Journalistin, 1988 die Gründung und Aufbau des Southern African economist in Harare (SADCC Press Trust) und die Arbeit an verschiedenen Büchern und Filmen, verbunden mit Vortragsreisen und Seminaren in Europa zur Situation des südlichen Afrika. 1989 begann sie für den Cold Comfort Farm Trust in Simbabwe mit dem Aufbau eines neuen Forschungszentrums, dem Zimbabwe Institute for Southern Afrika.
Im Juni 1990 besuchte sie zum ersten Mal seit 1966 Johannesburg. 1992 folgte der Umzug nach England auf die Isle of Wight, 2002 dann ein weiterer Umzug nach Lüdinghausen in Westfalen. Seit 2015 lebt sie bei ihrem Sohn in Skørping, Dänemark.

### Spätes Wirken

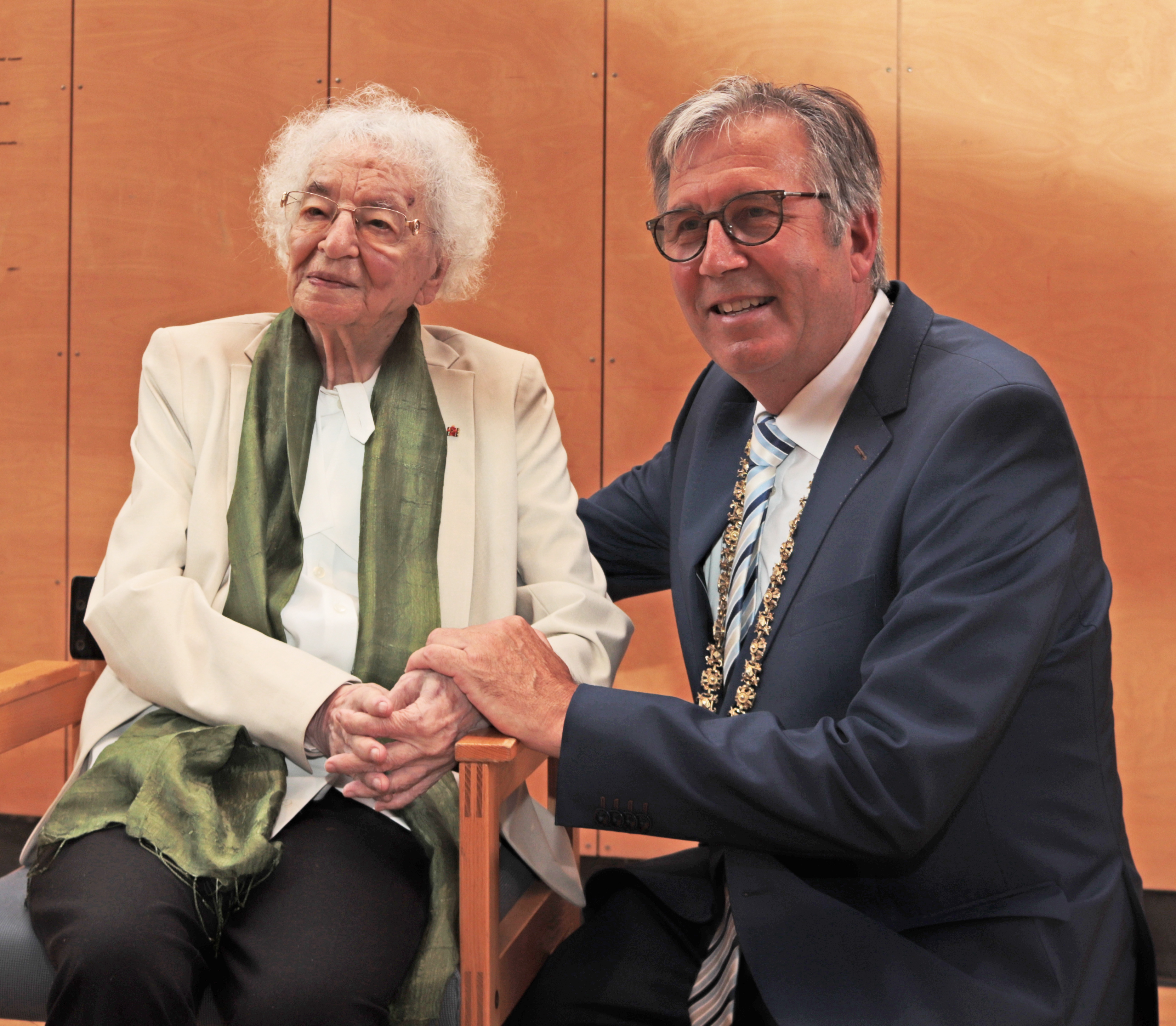
Ruth Weiss nimmt an ihrem 100. Geburtstag die Glückwünsche des Aschaffenburger Oberbürgermeisters Jürgen Herzing entgegen

Heute schreibt sie primär nicht mehr Sachbücher, sondern Romane, die zum Teil im Literaturkanon der Schulen aufgenommen worden sind. Das Buch „Meine Schwester Sara“ war im Schuljahr 2006/2007 Prüfungslektüre an den Realschulen in Baden-Württemberg und wurde für die Prüfungen 2017/2018 erneut genutzt. Eigene Erlebnisse und Erfahrungen mit dem Antisemitismus und der Apartheid animierten sie zu diesem Buch. Die Autorin bezeichnete es als ihr „Lieblingsbuch“, die Handlung sei keine reine Fiktion.
Ruth Weiss wurde Anfang 1994 einer breiteren Öffentlichkeit bekannt, als ihr Leben im Mittelpunkt zweier Folgen der renommierten ZDF-Reihe Zeugen des Jahrhunderts stand. Im Juni 2014 wurde Ruth Weiss vom Wochenmagazin Der Spiegel in einem ausführlichen „Gespräch über Antisemitismus und Apartheid, Heimatlosigkeit und ihr Leben zwischen Beruf und Kind“ als Zeitzeugin vorgestellt.
2022 erschien eine umfangreiche Festschrift für Ruth Weiss, die ihr im Saal 600 (Justizpalast Nürnberg) übergeben wurde. Herausgeber ist Frederick Alfred Lubich, Professor Emeritus of World Languages and Cultures, Norfolk, Virginia. Zur Übergabe der Festschrift kam sie im Juli 2022 auch nach Fürth und besuchte ihr Geburtshaus. Am 27. Januar 2023 sprach sie im Landtag Nordrhein-Westfalen zum Holocaust-Gedenktag.
Ihren 100. Geburtstag feierte sie in Aschaffenburg mit einem Schulfest am 25. Juli 2024 in der nach ihr benannten Ruth-Weiss-Realschule sowie am 26. Juli mit einer offiziellen Geburtstagsfeier im Gemeindehaus (Bachsaal) der Christuskirche, wobei sie trotz ihres Alters mehrere längere Reden hielt. Aschaffenburg wurde wegen dem dortigen Standort der Ruth-Weiss-Realschule gewählt. Zudem liegt die Geschäftsstelle der Ruth Weiss Gesellschaft als Organisator im nahegelegenen Sulzbach am Main, die Familie väterlicherseits stammt aus dem ebenfalls nahegelegenen Hörstein und war in Aschaffenburg geschäftlich tätig.

## Ehrungen
- 2005 wurde sie durch PeaceWomen Across the Globe im Rahmen des Vorschlags „1000 Women for the Nobel Peace Prize 2005“ für den Friedensnobelpreis nominiert.[28]
- Im Juli 2010 wurde eine Realschule in Aschaffenburg (Bayern) nach ihr benannt.[29][30]
- 2014, Ausstellung „My Very First Question to You“: An Acoustic Portrait of Journalist Ruth Weiss and Southern African Liberation Politics. (8. September bis 31. Oktober 2014) im South African Jewish Museum, Kapstadt, in Zusammenarbeit mit Basler Afrika Bibliographien[31][32]
- Im Dezember 2014 wurde ihr das Bundesverdienstkreuz 1. Klasse verliehen.[33]
- 2019 gründete sich in Berlin die Ruth Weiss Gesellschaft (Geschäftsstelle derzeit Sulzbach am Main).
- 2019 wurde ihr der Ehrenpreis der Deutschen Afrika Stiftung verliehen.[34]
- 2020 wurde sie zur Ehrenpräsidentin des PEN-Zentrum deutschsprachiger Autoren im Ausland ernannt.[35]
- 2021: Obermayer German Jewish History Award.[36]
- Am 24. März 2022 pflanzte die Botschaft der Republik Südafrika im Rahmen einer feierlichen Zeremonie und in Anwesenheit von rund 80 Vertreterinnen und Vertretern aus Politik und Zivilgesellschaft eine „Queen of Sheba“- Rose zu Ehren von Ruth Weiss im Botschaftsgarten.[37]
- Am 5. Juli 2022 wurde ihr in Nürnberg im historischen Saal 600 von Vertretern des PEN-Zentrum deutschsprachiger Autoren im Ausland eine von Frederick A. Lubich herausgegebene „Festschrift zu Ehren von Ruth Weiss“ überreicht.[38]
- Am 15. September 2022 erhielt sie vom PEN-Zentrum deutschsprachiger Autoren im Ausland den OVID-Preis.[39]
- Am 28. April 2023 erhielt sie in Pretoria von Präsident Cyril Ramaphosa den südafrikanischen Nationalorden „Companions of O.R.Tambo“; der Orden ist nach Oliver Tambo benannt. Ruth Weiss erhält den Orden „für ihren Beitrag zum Befreiungskampf. Ihre zahlreichen Schriften brachten die Ungerechtigkeiten in Südafrika ans Tageslicht. Sie war eine Quelle des Wissens für andere Journalisten und Aktivisten“. („For her contribution to the liberation struggle. Her prolific writing shone the light on injustices in South Africa. She has been a source of knowledge for other journalists and activists“).[40]
- Am 30. April 2024 überreichte Pascal Hector, Botschafter der Bundesrepublik Deutschland in Dänemark, in Skørping das Große Verdienstkreuz des Verdienstordens der Bundesrepublik Deutschland an Ruth Weiss.[41]

## Werke

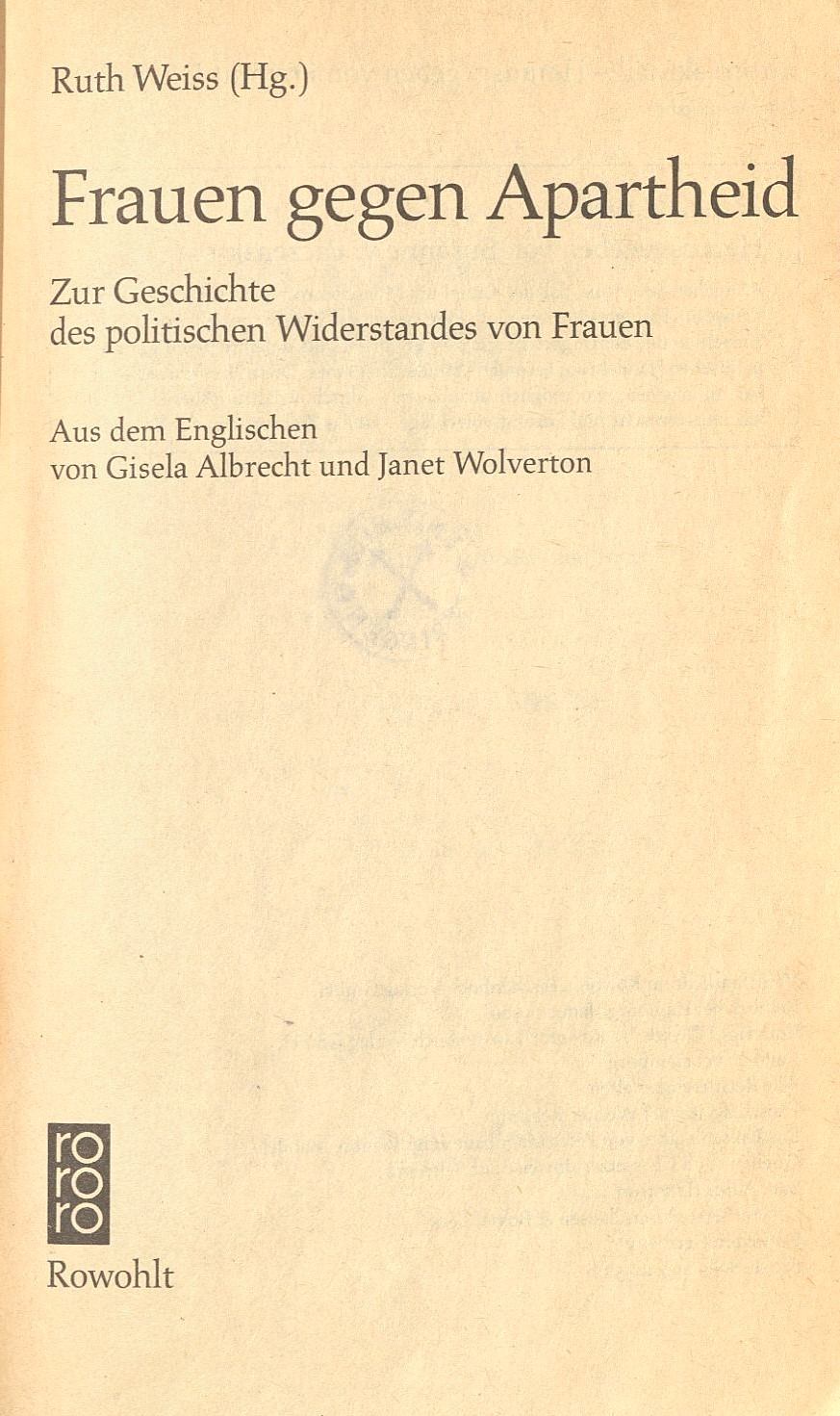
Herausgeberin (1980)

- mit John Suckling und Duncan Innes: The Economic factor. Study Project on External Investment in South Africa and Namibia. Uppsala 1975
- mit Guy Arnold: Strategic Highways of Africa. Julian Friedmann, London 1977
- mit William Minter und Hans Detlef Laß: Rhodesiens Zukunft heißt Zimbabwe: zwischen Kolonialismus und Selbständigkeit. (= Texte zum kirchlichen Entwicklungsdienst, 13, ISSA), Verlag Otto Lembeck, Frankfurt am Main 1977
- als Herausgeberin: Frauen gegen Apartheid. Zur Geschichte des politischen Widerstandes von Frauen. Rowohlt, Reinbek bei Hamburg 1980 (3. Auflage 1988)
- Ein Lied ohne Musik: polit. Autobiographie. Burckhardthaus Laetare, Gelnhausenberlin/Stein 1981. Gekürzte Ausgabe bei Maier Verlag, Ravensburg 1983
- Die Frauen von Zimbabwe. Frauenbuchverlag, München 1983
  - The Women of Zimbabwe. The Red Sea Press, Trenton (New Jersey) 1983
- mit Hans Mayer unter Mitarbeit von Antony Martin[42]: Afrika den Europäern! Von der Berliner Kongokonferenz 1884 ins Afrika der neuen Kolonisation. Peter Hammer Verlag, Wuppertal 1984. 2. korr. Aufl. Hammer, Wuppertal 1985
- Wir sind alle Südafrikaner.  Eine kurze Einführung in Geschichte und Gegenwart Südafrikas. EB-Verlag Rissen, Hamburg 1986
- Herausgeberin mit Hannelore Oesterle: Mandelas zornige Erben. Kampf um die Macht in Südafrika. Peter Hammer Verlag, Wuppertal 1987
- Die Saat geht auf. Eine neue Politik gegen den Hunger in Afrika. Das Beispiel Simbabwe. Gemeinsam hrsg. mit Swissaid, Zürich, und der Deutschen Welthungerhilfe, Bonn. Hammer, Wuppertal/Lünen 1987
- mit Feresia Shambare: Feresia. Ein Mädchen aus Simbabwe erzählt. Hammer, Wuppertal 1988
- Menschen werfen Schatten. Das Projekt Vuti. Sonderausgabe für die Deutsche Welthungerhilfe. Hammer, Wuppertal 1989
- Zimbabwe and the New Elite. Bloomsbury Publishing PLC, London 1993
- Wege im harten Gras. Erinnerungen an Deutschland, Südafrika und England. Mit einem Nachwort von Nadine Gordimer. Hammer, Wuppertal 1994 (Autobiographie); neu aufgelegt bei Verlag Edition AV, Lich 2016
  - A Path through Hard Grass. A Journalist’s Memories of Exile and Apartheid. Basler Africa Bibliographien, Basel 2014 (gegenüber der 1994 veröffentlichten Autobiographie erweiterte Ausgabe)
- Die Reise nach Gaborone. Komzi-Verlag, Idstein 1997 (Anthologie)
- Sascha und die neun alten Männer. Zwei Erzählungen. Mit Illustrationen von Susanne Janssen. Hammer, Wuppertal 1997 (Kinderbuch)
- Geteiltes Land. Krieg und Frieden im südlichen Afrika. EB-Verlag, Hamburg 1997
- mit Jane L. Parpart: Sir Garfield Todd and the Making of Zimbabwe. British Academic Press, London 1998
- Nacht des Verrats. Roman. Horlemann, Unkel/Bad Honnef 2000
- Meine Schwester Sara. Maro, Augsburg 2002. Taschenbuchausgabe bei dtv, München 2004 (16. Auflage: 2024)
  - Meine Schwester Sara. Hörbuch, gelesen von Dietmar Schönherr, DerDiwan Hörbuchverlag, Winterbach 2007
- Blutsteine. Roman. Maro, Augsburg 2003
- Der Judenweg. Roman. Mosse, Berlin 2004. Neu aufgelegt als Doppelband mit Die Nottaufe bei Thiele, Mainz 2014. Als Band 1 der Reihe Die Löws. Eine jüdische Familiensaga in Deutschland neu aufgelegt bei Verlag Edition AV, Bodenburg 2020
- Die Nottaufe. Roman. Mosse, Berlin 2006. Neu aufgelegt als Doppelband mit Der Judenweg bei Thiele, Mainz 2014. Als Band 2 der Reihe Die Löws. Eine jüdische Familiensaga in Deutschland neu aufgelegt bei Verlag Edition AV, Bodenburg 2020
- Der Mensch braucht Freiheit. (DVD), Krapp & Gutknecht, Berkheim/Illerbachen 2006
- Mitzis Hochzeit. Maro, Augsburg 2007
- Eingeladen war ich nicht. Gedanken während einer Reise. trafo, Berlin 2008
- Miss Moores Geburtstag. Roman. trafo, Berlin 2008. Neu aufgelegt bei Verlag Edition AV, Bodenburg 2024
- Memory’s Tagebuch. Eine Geschichte aus Simbabwe. trafo, Berlin 2009
- Miss Moores Hausparty. Roman. trafo, Berlin 2010
- Deborahs Lied. Historischer Roman. trafo, Berlin 2010
- Der jüdische Kreuzfahrer. Roman. Thiele, Mainz 2014
- Zimbabwes Diktator: die Perle, die den Glanz verlor. Verlag Edition AV, Lich 2016
- Miss Moore und die Stolpersteine. Kriminalroman. CulturBooks, Hamburg 2017. Neu aufgelegt bei Verlag Edition AV, Bodenburg 2024
- Die Löws. Eine jüdische Familiensaga in Deutschland. Verlag Edition AV, Lich, später Bodenburg, ab 2017
  - Band 1: Der Judenweg. Verlag Edition AV, Bodenburg 2020
  - Band 2: Die Nottaufe. Verlag Edition AV, Bodenburg 2020
  - Band 3: Der Aufstieg. Verlag Edition AV, Lich 2017
  - Band 4: Der Niedergang. Verlag Edition AV, Lich 2017
  - Band 5: Schwere Prüfung. Verlag Edition AV, Lich 2018
  - Band 6: Nachspiel. Verlag Edition AV, Bodenburg 2019
  - Band 7: Die Mischpoche. Nachwort. Verlag Edition AV, Bodenburg 2020
- Der spitze Hut. Verlag Edition AV, Bodenburg 2021
- Miss Moore und die Saboteure von Jütland. Verlag Edition AV, Bodenburg 2024
- Miss Moore und die Blutdiamanten. Verlag Edition AV, Bodenburg 2025
- Erinnern heißt Handeln. Mein Jahrhundertleben für Demokratie und Menschlichkeit. Herder, Freiburg (September) 2025

## Zitate
„Ruth Weiss wuchs hernach in einem Land auf, in dem nicht der gelbe Stern, sondern die schwarze Farbe der Haut das Brandzeichen des Opfers war. Als Weiße hätte sie damit zufrieden sein können, in Südafrika jene vollen Bürgerrechte zu genießen, die man den Schwarzen verweigerte. Auch wenn die eingewanderte Familie in Armut lebte, hatte sie doch unwillkürlich Anspruch auf die bessere, ausschließlich den Weißen vorbehaltene Bildung. Als Weiße hätte sie ihr Leben lang wie selbstverständlich die ihr automatisch zustehenden Privilegien hinnehmen können, die man den Schwarzen gleichfalls verweigerte: besondere Verkehrsmittel, gesonderte Bibliotheken, Theater, Hotels oder auch die Freiheit, ihren Wohnort wie ihren Beruf und Arbeitsplatz nach ihrem Wunsch zu wählen. Doch tritt uns in der sanften Stimme dieser glaubwürdigen und beeindruckenden Autobiographie ein Mädchen, eine Frau, entgegen, die die Verantwortung für die Verhältnisse in ihrem Einwanderungsland gerade so annahm, als wäre sie in diese Bedingungen hineingeboren worden. Noch dazu in einer Weise, wie dies nur sehr wenige Weiße getan haben.“

„An exemplary biography of the 20th century: Ruth Weiss is born into a Jewish family in Germany in 1924. In 1936, she arrives in South Africa with her family and experiences the development of apartheid. She defies the system with her typewriter, quietly but with determination, in South Africa, Zimbabwe, Zambia, and Europe. She does research, reports, forms friendships, participates in projects to overcome racism. Her strongest quality: she listens. Listening is the basis for understanding, understanding paves the way to reconciliation – a model for peace that can be applied globally.“

„Vielleicht kann ein Buch wie "Meine Schwester Sara", das ein menschliches Einzelschicksal erzählt, dazu beitragen, dem Hass in unserer Gesellschaft ein wenig den Boden zu entziehen. Man sollte es zur Pflichtlektüre an unseren Schulen machen.“